# Arnoglossus imperialis
Arnoglossus imperialis — вид камбалоподібних риб родини Ботові (Bothidae).

## Поширення
Вид зустрічається у Східній Атлантиці від Британських островів до Намібії, а також на заході Середземного моря. Мешкає на піщаному або мулистому дні на глибині до 350 м.

## Опис
Верхній бік світло-коричневого або піщаного забарвлення з темними плямами. Очі зелені. На черевних плавцях самців є темна пляма. В Атлантичному океані досягає 25 см завдовжки, а у Середземному — не перевищує 15 см.